# Bismarckstraße (Düren)
Die Bismarckstraße in der Kreisstadt Düren (Nordrhein-Westfalen) ist eine wichtige Innerortsstraße. Sie ist eine der Hauptzufahrten zur Innenstadt.
Die Straße beginnt an der Einmündung der Schützenstraße und endet an der Schoellerstraße, der Ortsdurchfahrt der Bundesstraße 56.
Die Straße steigt auf den letzten 75 Meter bis zur Schoellerstraße steil an und ist deshalb in diesem Bereich für den Schwerverkehr gesperrt.
An der Bismarckstraße liegen bzw. lagen
- das Kreishaus mit der Kreisverwaltung
- der Theodor-Heuss-Park mit dem dahinterliegenden Wirteltorgymnasium und dem Bismarckdenkmal, wobei Bismarck auf die ihm gewidmete Straße blickt. Die unter Denkmalschutz stehende Statue befand sich früher mitten auf der Kreuzung mit der Moltkestraße.
- das Städtische Rurtalgymnasium
- die St.-Angela-Schule
- die ehemalige Stadthalle, die unter Denkmalschutz stand und 2017/2018 einem Hotel- und Wohnkomplex weichen musste.

In der Bismarckstraße stand auch das erste Hallenbad in Düren, das nach einem Umbau als Citybad bezeichnet wurde. Es wurde 1998 abgerissen. Nach vielen Jahren als unansehnliche Baugrube wurde dort ein Nebengebäude der Kreisverwaltung erbaut.

## Geschichte
Fürst Otto von Bismarck (1815–1898) war ein deutscher Staatsmann und einer von nur acht Ehrenbürgern der Stadt Düren. Der Stadtrat fasste am 21. März 1895 einen entsprechenden Beschluss.
Der Dürener Fabrikant und Kommerzienrat Philipp Schoeller (1833–1904) hatte eine Villa am heutigen Wirteltorplatz erbaut, der an die Einmündung Schützenstraße/Bismarckstraße grenzt. Er stellte der Stadt unentgeltlich das Gelände für den Bau der Bismarckstraße zur Verfügung. Der Ausbau begann 1892.
Am 9. Juli 2018 begann der Umbau der Straße.